# Пальмьери, Луиджи
Луи́джи Пальмье́ри (также встречается написание Пальмиери) (итал. Luigi Palmieri; 22 апреля 1807, Фаиккьо, Кампания — 9 сентября 1896, Неаполь) — итальянский учëный-физик, сейсмолог и метеоролог. Педагог, профессор.

## Биография
Обучался в семинарии в Каяццо, затем изучал физику и математику в Неаполитанском университете им. Фридриха II.
С 1828 года — преподаватель физики и математики в лицеях в Салерно, Кампобассо и Авеллино. В 1845 году он стал профессором физики в Королевской военно-морской школе в Неаполе и в 1847 году был назначен на должность заведующего кафедрой физики в Неаполитанском университете.
В 1848 году начал работать в обсерватории на Везувии. С 1854 года — директор метеорологической обсерватории. Кроме того, в 1860 году занял вновь открытую при университете кафедру геофизики.

## Научная деятельность
Имя Луиджи Пальмьери тесно связано с историей обсерватории на Везувии, изучению которого он посвятил множество трудов, изложенных в 4 томах издававшихся им «Annali dell' Osservatorio Vesuviano». С риском для жизни (едва не погиб во время извержения 26 апреля 1872 года) изучал законы вулканических сил и результатам этих исследований посвятил целый ряд работ:
- Geologia del Monte Vulture e terromoto qui vi avvenuto il 14 Ag. 1851 (в соавт.),
- Incendio Vesuviano del 26 Apr. 1872 ,
- Il Vesuvio e la sua storia (Милан, 1880)
- Leggi ed origine della elettricita atmosferica (Неаполь, 1882) и т. д.

В попытке предсказать извержения вулканов, используя электромагнитный сейсмометр для обнаружения и измерения земных толчков, Пальмьери удалось обнаружить небольшие колебания. Он был первым, кто обнаружил присутствие гелия на Земле в лаве Везувия.
Известен также своими научными исследованиями по атмосферному электричеству, для изучения законов которого он изобрёл ряд новых приборов. Результаты работ публиковались в «Rendiconti del' Academia di Napoli».
Кроме других работ по метеорологии Пальмьери известен построенными им инструментами: сейсмографом, фиксирующим сигналы на барабане, изобретенном им в 1855 г., а также электрометром, дождемером и другими.
В Италии пользуется также известностью его курс лекций «Lezioni di fisica sperimentale»" (1-е изд., 1854; всего 7 изданий).
Кроме того, внёс научный вклад в разработку и улучшение телеграфа Морзе, усовершенствование анемометра и осадкомера.
Член Королевского общества Неаполя (Академия наук) (с 1861), Национальной академии деи Линчеи (с 1871), член академии в Болонье. Назначался сенатором итальянского королевства.

## Награды
- Великий офицер ордена Святых Маврикия и Лазаря
- Великий офицер ордена Короны Италии
- Командор ордена Розы (Бразилия)

## Память
- Именем учëного назван кратер Пальмьери на Луне.